# Üzümlü, Beyşehir
Üzümlü là một thị trấn thuộc huyện Beyşehir, tỉnh Konya, Thổ Nhĩ Kỳ. Dân số thời điểm năm 2011 là 4.705 người.